# Зелена морска корњача
Зелена морска корњача (лат. Chelonia mydas) је гмизавац из реда Testudines. Једина је врста у роду Chelonia. Раније се подврстом зелене морске корњаче сматрала црна морска корњача, али данас се научници углавном слажу да је то посебна врста која се води под латинским називом Chelonia agassizii.
Ова врста је добила име по зеленој боји масти, а не по боји коже оклопа како то мисли већина људи. Заправо, оклопи ових корњача су маслинасти или црни. Распрострањена је у тропским и суптропским морима широм света, са две различите популације у Атлантском и Пацифичком океану. Њен опсег се протеже кроз тропска и суптропска мора широм света, са две различите популације у Атлантском и Тихом океану, али се такође налази у Индијском океану. Уобичајено име се односи на обично зелену масноћу која се налази испод карапакса, а не на боју карапакса, која је од маслинасте до црне.
Тело ове дорзовентрално спљоштене корњаче је покривено великим оклопом; има пар великих пераја у облику весла. Углавном је светле боје, иако делови популације у источном Пацифику имају делове оклопа скоро потпуно црне. За разлику од осталих чланова ове фамилије, као нпр. Eretmochelys imbricata, Зелена корњача је углавном биљојед. Одрасли углавном настањују плитке лагуне, хранећи се већином разним врстама морске траве. Корњаче откидају врхове листова морске траве, што трави помаже да остане здрава.
Као и остале морске корњаче, Зелена морска корњача приликом миграције прелази велике даљине између места за исхрану и плажа на којима полаже јаја. Многа острва широм света су позната као Корњачина острва захваљујући Зеленим морским корњачама које се размножавају на њима. Женке излазе на плажу, копају гнезда и полажу јаја током ноћи. Касније, младунци излазе из јаја и улазе у воду. Они младунци који успеју да преживе, могу да доживе осамдесет година у дивљини.
Зелена морска корњача је означена као угрожена од стране ИУНЦ и ЦИТЕС и заштићена је у већини земаља. Нелегално је хватати их, повређивати или убијати. Поред тога, многе земље су законом заштитиле њихова места за гнежђење. Ипак, корњаче су и даље угрожене људском активношћу. У неким земљама, корњаче и њихова јаја се лове ради исхране људи. Загађење индиректно штети корњачама. Многе страдају од рибарских мрежа. Такође, развој градова утиче на губитак животне средине тако што заузима плаже на којима се оне гнезде.

## Угроженост
Ова врста се сматра угроженом.

## Распрострањење
Ареал врсте Chelonia mydas обухвата тропска и суптропска подручја свих светских океана. Постоје двије подпопулације ове врсте, атлантска и источнопацифичка. Свака група има своја властита места за полагање јаја као и хранилишта, који се налазе у подручју које настањују.

#### Атлантска подпопулација
се у правилу може срести било где на целом Атлантском океану. Местимично се најсјеверније могу срести уз северне обале Канаде у западном Атлантику, а у источном око Велике Британије. Најјужније се појављују у источном Атлантику око врха јужне Африке, а у западном до Аргентине. Најзначајнија гнездилишта су на различитим осртвима у Карипском мору, дуж источних обала САД и Јужне Америке, и, нарочито, на усамљеним острвима у Јужном Атлантику.
Супротно од спорадично распоређених гнездилишта, хранидбена подручја шире се кроз цело подручје. Врло често их се може срести у водама око Флориде.

#### Индопацифичка подпопулација
Ова подпопулација на истоку настањује Тихи океан најсјеверније до јужних обала Аљаске а најјужније све до југа Чилеа. У западном Пацифику, срећу се најсеверније уз сјеверне обале Јапана, чак и јужне пацифичке обале Русије, а најјужније све до острва јужно од Тасманије. Настањују читав Индијски океан.
Исто тако, гнездилишта су спорадично распоређена широм целог тог подручја, све до источних обала Африке, укључујући и нека острва у водама око Мадагаскара.

## Анатомија и морфологија
Изглед големе желве је типичан за морске корњаче. Тијело јој је спљоштено, на кратком врату је кљунато обликована глава, а екстремитети су обликовани као весла и добро прилагођени пливању. Одрасле, големе желве нарасту до дужине од један и по метар, а просечна тежина одрасле животиње је око 200 килограма. Међутим, познати су и примјерци тешки до 315 kg. Највећа икад измјерена морска корњача била је тешка 395 kg.
Анатомски, ова врста има неке особине којима се разликује од других из исте породице. За разлику од блиско сродне врсте Eretmochelys imbricata, губица морске корњаче је кратка, а „кљун“ јој није савијен. Рожнато учвршћење горње чељусти има благо закривљен и назубљен руб, док је доња чељуст израженије назубљена. Леђна, горња страна главе морске корњаче покривена је једним паром фронталних плоча.
Ова врста корњача позната је по мењању боје горњег дела оклопа са старошћу животиње. Тек излежене корњачице имају, као и друге морске корњаче, имају углавном црн карапакс, док им је пластрон светло обојен. Младе животиње имају леђну страну тамносмеђу до маслинасте, док је код одраслих углавном смеђа, прошарана различитим бојама. С доње стране, пластрон им је обојен жуто. Удови су им тамни и оивичени жутом бојом, и углавном имају велику тамну мрљу у центру.

## Екологија и начин живота
Колико је познато, најстарија и најпрецизнија истраживања живота корњача односе се управо на врсту зелених морских корњача. Њихов начин живота драстично се мења са сваким следећим животним раздобљем. Тако су, на пример, тек излежене малене корњачице месождери и део су нектонских организама. Супротно томе, младе и одрасле животиње обично се срећу у подручјима с морском травом у близини обала и биљоједи су. У том животном раздобљу задржавају се на „ливадама“ морске траве у близини обале.

#### Станиште и прехрана
Станиште врсте су морски екосистеми. У зависности од животног доба, зелене морске корњаче се крећу између три различита станишта. Као врло младе становници су отворених мора (пелагијал). У тој доби, животиње су месоједи, и хране се различитим морским бескичмењацима. Предност дају маленим жарњацима и рачићима који су део зоопланктона. У старости од око 5 година одлазе у приобалне воде, када постају готово искључиво биљоједи. Ова врста позната је као избирљива и целе генерације се редовно крећу између истих гнездишта и хранилишта. При томе, хране се различитим врстама макроалги, као што су каулерпа (Caulerpa), турбинарија (Turbinaria) и друге. Раније се претпостављало, да се зелене морске корњаче не хране у време полагања јаја, али опажено је да у стварности једу и корњаче које су непосредно пред полагањем јаја, у близини мјеста на која их полажу.
Осим људи, само неке велике врсте морских паса могу јести одраслу морску корњачу. За разлику од одраслих, тек излежене корњачице имају на копну цели низ предатора. Време од момента кад напусте легло до тренутка кад стигну до воде је најопасније у њиховом животу. Но, нити у води нису сигурне док не нарасту довољно.

#### Начин живота
За разлику од већине других морских корњача које готово читав живот проводе у мору, за пацифичке морске корњаче познато је да повремено током дана излазе из воде на усамљеним плажама и сунчају се..
Зелене морске корњаче живе 40 до 50 година, а полно зреле постају у добу од 10 до 15 година.
Ове животиње прелазе велике удаљености од места која су одабрале као хранилиште, до плаже на којој су се положиле јаја. Познати су случајеви, да је корњача препливала раздаљину већу од 2.600 km како би у време парења стигла до плаже где ће положити јаја. Женке обично долазе да полажу јаја сваке две године, док мужјаци долазе сваке године.
Као код великог броја животиња које настањују велика подручја, време парења зелених морских корњача је различито од популације до популације. Већина карипских зелених морских корњача среће се ради парења од јуна до септембра. У Француској Гвајани јаја полажу од марта до јуна, док подпопулација која долази на обале Пакистана то ради целу годину, мада малу предност даје месецима између јула и децембра.
Зелене морске корњаче размножавају се на начин типичан за све морске корњаче. Парење одређују женке, мужјаци их не могу присилити, и најчешће је полиандријско. Након парења које се одвија у води, женка излази на обалу до црте изнад досега плиме. Кад нађе мјесто погодно за легло, задњим екстремитетима ископа јаму у пијеску у које полаже око 100 јаја величине лоптице за голф. Након тога, затрпава јаму и враћа се у воду. Ово се током неколико седмица понавља више пута.
Развој јаја траје око два до три месеца. Као и код већине других гмизаваца и овде температура у леглу одређује пол младунаца. Тако се при 28 °C развијају само мужјаци, а на 32 °C само женке. Ако се температура креће око 30 °C, развија се подједнаки број мужјака и женки.
Зелене морске корњаче су, осим у време парења, углавном самотњаци.